# Erik Andersson (pallanuotista)
Klas Erik Andersson (Stoccolma, 17 marzo 1896 – Stoccolma, 23 febbraio 1985) è stato un pallanuotista e nuotatore svedese, vincitore di una medaglia di bronzo alle olimpiadi di Anversa 1920.
Anche i suoi fratelli Selma, Adolf e Robert, hanno partecipato ai Giochi olimpici.